# Liubîmivka, Andrușivka
Liubîmivka (în ucraineană Любимівка) este o comună în raionul Andrușivka, regiunea Jîtomîr, Ucraina, formată numai din satul de reședință.

## Demografie
Componența lingvistică a satului Liubîmivka
     Ucraineană (98,6%)
     Rusă (1,4%)
Conform recensământului din 2001, majoritatea populației satului Liubîmivka era vorbitoare de ucraineană (98,6%), existând în minoritate și vorbitori de rusă (1,4%).